# Theódoros Papaloukás
Theódoros Papaloukás (en grec : Θεόδωρος Παπαλουκάς), surnommé Thodorís Papaloukás (Θοδωρής Παπαλουκάς), né le 8 mai 1977 à Athènes, est un joueur grec de basket-ball.

## Biographie
Débutant dans un petit club d'Athènes, sa grand taille pour un arrière et son talent lui font gravir les échelons dans le championnat grec pour rejoindre le plus haut niveau en rejoignant l'Olympiakos. Mais, après une mauvaise année, il rejoint un autre grand club européen, le CSKA Moscou.
Après deux Final Four de l'Euroligue dont une grosse déception lors de l'édition 2005 qui se déroule à Moscou, battu en demi-finale par le Tau Vitoria, il remporte le titre européen lors de l'édition 2006. Ses bonnes performances, 19 points en demi-finale devant le FC Barcelone puis 18 devant le tenant du titre israélien Maccabi Tel-Aviv, lui offrent le titre de MVP du Final Four.
Ce titre européen fait suite au titre de Champion d'Europe 2005 en Serbie. Il prend une grande part à l'obtention de ce titre, plus particulièrement en demi-finale face à l'équipe de France où il est à l'origine de la remontée qui donne la victoire à son équipe alors qu'elle était menée de 8 points à 47 secondes du terme. Ses 22 points en finale face à l'équipe d'Allemagne de Dirk Nowitzki lui offrent également une place dans le premier cinq de cet Euro avec son adversaire du jour Nowitzki, son compatriote Dimítris Diamantídis, le Français Boris Diaw et l'Espagnol Juan Carlos Navarro.
En 2008, il revient à l'Olympiakos après avoir gagné deux Euroligues avec le CSKA Moscou en 2006 et 2008. L'Olympiakos s'incline face au Panathinaïkos (84-82) et également face au FC Barcelone dans le match de la troisième place (95-79). Le meneur grec participe à la belle campagne de son club, qui se qualifie pour le Final Four 2010 de Bercy.
En juin 2013, il prend sa retraite de joueur. Il est alors le joueur ayant disputé le plus de rencontres en Euroligue au cours de sa carrière (252), record battu en mars 2014 par Juan Carlos Navarro, et le meilleur passeur de la compétition (977), record battu en avril 2014 par Dimítris Diamantídis.

## Clubs
- jusqu’à 1995 :  Ethnikos Ellinoroson (niveau régional)
- 1995-1996 :  Ampelokipi Athènes (ESAKE A1)
- 1996-1997 :  Ampelokipi Athènes (ESAKE A2)
- 1997-1999 :  AO Dafni (ESAKE A2)
- 1999-2001 :  Paniónios Athènes (ESAKE A1)
- 2001-2002 :  Olympiakós Le Pirée (ESAKE A1)
- 2002-2008 :  CSKA Moscou (Superligue)
- 2008-2011 :  Olympiakós Le Pirée (ESAKE A1)
- 2011-2012 :  Maccabi Tel-Aviv (Ligat Ha'al)
- 2012-2013 :  CSKA Moscou (PBL)

## Palmarès

### Équipe nationale
- Championnat du monde
  -  Vice-champion du monde 2006
- Championnat d'Europe
  -  Champion d’Europe 2005 en Serbie

### Club
- Euroligue : 2006 et 2008
- Championnat de Russie : 2003, 2004, 2005, 2006, 2007, 2008
- Coupe de Grèce : 2002, 2010
- Coupe de Russie : 2005, 2006, 2007

### Distinctions
- Joueur grec de l'année : 2001
- Meilleur joueur du Final Four de l'Euroligue 2006
- Meilleur joueur de l'Euroligue 2007
- Élu joueur européen de l'année 2006 par la FIBA
- Nommé dans le premier cinq de l'Euroligue 2006
- Nommé dans le premier cinq du Championnat d'Europe 2005
- Nommé dans le premier cinq du Championnat du monde 2006
- Nommé dans le second cinq de l'Euroligue 2008-2009
- Meilleur joueur de la Coupe de Russie en 2005-2006